# Gestreepte weekkever
De gestreepte weekkever (Cantharis nigricans) is een keversoort uit de familie van de soldaatjes (Cantharidae).

## Uiterlijke kenmerken
De gestreepte weekkever heeft een lichaamslengte tussen de acht en elf millimeter. De kop is zwart, met uitzondering van de oranjegele monddelen en antennes. Het halsschild is oranjegeel met bij veel exemplaren een zwarte vlek in het midden. De zwarte dekschilden zijn grijs behaard. De poten zijn overwegend oranjegeel, met uitzondering van de zwarte uiteinden van de dijbenen en de zwarte onderbenen van de achterpoten.

## Voorkomen en levenswijze
De gestreepte weekkever komt in grote delen van Europa voor in bossen en bosranden. Ze voeden zich op lage vegetatie met kleine ongewervelden en pollen.